# Казавчинська сільська рада
| Казавчинська сільська рада — колишній орган місцевого самоврядування у Гайворонському районі Кіровоградської області з адміністративним центром у с. Казавчин. Сільській раді були підпорядковані населені пункти: - с. Казавчин - с. Бугове |

## Склад ради
Рада складалася з 16 депутатів та голови.

### Керівний склад ради
| ПІБ                       | Основні відомості                                                 | Дата обрання | Дата звільнення |
| ------------------------- | ----------------------------------------------------------------- | ------------ | --------------- |
| Манзюк Сергій Миколайович | Сільський голова, 1960 року народження, освіта, безпартійний      | 26.03.2006   | 31.10.2010      |
| Манзюк Сергій Миколайович | Сільський голова, 1960 року народження, освіта вища, безпартійний | 31.10.2010   |                 |

Примітка: таблиця складена за даними джерела

## Населення
Згідно з переписом УРСР 1989 року чисельність наявного населення сільської ради становила 1776 осіб, з яких 751 чоловік та 1025 жінок.
За переписом населення України 2001 року в сільській раді мешкало 1558 осіб.

### Мова
Розподіл населення за рідною мовою за даними перепису 2001 року:
| Мова       | Відсоток |
| ---------- | -------- |
| українська | 97,25 %  |
| російська  | 1,92 %   |
| молдовська | 0,51 %   |
| болгарська | 0,13 %   |
| білоруська | 0,06 %   |